# Caio Fábio
Caio Fábio D'Araújo Filho (Manaus, 15 de março de 1955), mais conhecido como Caio Fábio, é um escritor brasileiro e a principal voz do cristianismo não denominacional no Brasil. Crítico ferrenho do cenário evangélico predominante e ativista de uma reforma no cenário evangélico atual, ele foi um dos principais líderes presbiterianos dos anos 90.
Caio Fábio foi presidente e fundador da Associação Evangélica Brasileira (AEVB), idealizador da Visão Nacional de Evangelização (VINDE), membro do Pacto de Lausana e mentor do grupo Movimento Caminho da Graça, que possui subestações espalhadas pelo Brasil e pelo mundo. Embora sempre crítico ao cenário evangélico predominante no Brasil, ele foi um dos responsáveis pelo fenômeno evangélico na América Latina.
Ele tem mais de 45 anos de ministério, durante os quais lançou mais de 130 livros. Cristão sem-filiação, Caio propõe Jesus como chave hermenêutica de compreensão da vida e das Sagradas Escrituras. Prega a centralidade de Cristo como reconciliador da humanidade.

## Biografia

### Juventude e conversão
Nascido em Manaus, capital de Amazonas, é filho do advogado, pastor e ex-procurador da república Caio Fábio D'Araújo e da professora aposentada e autora do livro "O que faço não o sabes agora", Lacy Silva D'Araújo. Caio teve uma juventude errática, cometendo pequenos delitos e contravenções. À época, Caio tornou-se praticante de Jiu-Jitsu graças a influência do hoje Senador Arthur Virgílio Neto, então amigo de Caio. Posteriormente, tornou-se aluno de Carlson Gracie.
O pai de Caio se converteu à Igreja Presbiteriana em 1967, e posteriormente a toda família. Após converter-se cristão, Caio Fábio foi ordenado ao ministério em 10 de janeiro de 1971. Embora já frequentasse a igreja, Caio se batizou apenas em 1973 (na mesma igreja do pai). Em 1974, aos 19 anos, casou-se com a terapeuta Alda Maria Fernandes, com quem ficaria casado até 1998 e com quem teve cinco filhos: Ciro, Davi, Lukas, Juliana (filha adotiva) e outro que faleceu ainda recém-nascido.
No início de 1977, foi ordenado pastor presbiteriano aos 22 anos, ao apresentar a tese que tratava da salvação dos pagãos fora da religião, embora ainda, não houvesse passado por um seminário. Mudou-se para a cidade do Rio de Janeiro em 1978, onde fundou a Visão Nacional de Evangelização (VINDE), organização  que lhe serviu de apoio por muito tempo ao seu ministério de evangelização, por meio da qual realizou congressos em todo o Brasil. Na época, foram 60 livros e 76 conferências publicados, que na qual venderam mais de 6 milhões de exemplares, e que doava 90% dos direitos autorais para organização não-governamental VINDE.

### Ascensão evangélica
Vivenciou a efervescência cristã durante a anos 80, momento no qual já era um preletor requisitado, participando de muitos congressos evangélicos, como o Congresso Ibero-Americano de Missões em 1986. Em dezembro de 1988 retirou-se do Brasil para estudar nos Estados Unidos, retornando após ter participado do Congresso de Evangelismo na União Soviética, em 1990, e após o Plano Collor em julho de 1990, encontrando outro cenário religioso. O Brasil experimentava a explosão do neopentecostalismo, comandado especialmente pela TV Record e pelas rádios da Igreja Universal.
Na época, Caio encontrou-se novamente com os amigos evangélicos e juntos propuseram uma nova unidade cristã, criando em 1991 a Associação Evangélica Brasileira (AEVB), da qual tornou-se presidente por oito anos. Na AEVB participou de mais congressos, como o 1º Congresso Nacional da AEVB. A Associação Evangélica Brasileira começou no Centro de Professorado Paulista em maio de 1991. Em 92 já reunia quase 150 mil pastores de todas as denominações, vinculados à AEVB, bem como quase todas as denominações. De acordo com Caio, duas foram impedidas de participar da AEVB:
[...] menos a Convenção Nacional das Assembleias de Deus no Brasil de Madureira, porque o Manoel Ferreira era e é um bandido. E eu conheci o banditismo dele a fundo. Fui proctologista de pessoas da casa dele, de modo que eu sabia que aquele homem não era do bem. [...] O segundo foi o Macedo, que me chamou e disse: "Eu quero entrar na sua organização que você está criando!" [...] Olha, Macedo, nós estamos criando esta organização justamente por tua causa. Porque se nós não dissermos o que é a igreja evangélica agora, e não determinarmos a luz do evangelho o conteúdo básico do evangelho agora, daqui a vinte anos, quando se falar em evangelho se vai falar em ti, com tuas barganhas, tuas mentiras, tua ausência de Cristo, de Cruz, de arrependimento, de Jesus, de tudo isto.
Em 1994, em gesto que gerou controvérsia, passou a receber pela totalidade de vendas de seus livros e de suas conferências. Em declaração à revista Veja em 1999, justificou: "Eu seria hipócrita, pois meus filhos estavam crescendo e tinham novas necessidades". Caio conseguiu concessão de canal a cabo na Globo Cabo no Rio de Janeiro. A TV Vinde entrou no ar em dezembro de 1996. Para viabilizá-la financeiramente, o Canal vendia comerciais e recebia doações.

### Projeto Fábrica de Esperança
Caio Fábio fundou a Fábrica de Esperança, projeto de assistência social implantado na favela Acari, no Rio de Janeiro. A Fábrica atendia 15 mil adolescentes por mês. Depois de mais 10 anos no Rio de Janeiro, o projeto migrou para Manaus, em 1994, cidade onde posteriormente Caio seria convidado para atuar como televangelista no programa religioso na TV RBN Manaus (hoje Boas Novas Amazonas), transmitida por meio de parabólicas e afiliada à Rede Manchete. Caio foi apresentador até 1996. Graças ao sucesso de seu programa, chegou a ter um patrimônio de 5 milhões de dólares, que doaria posteriormente.

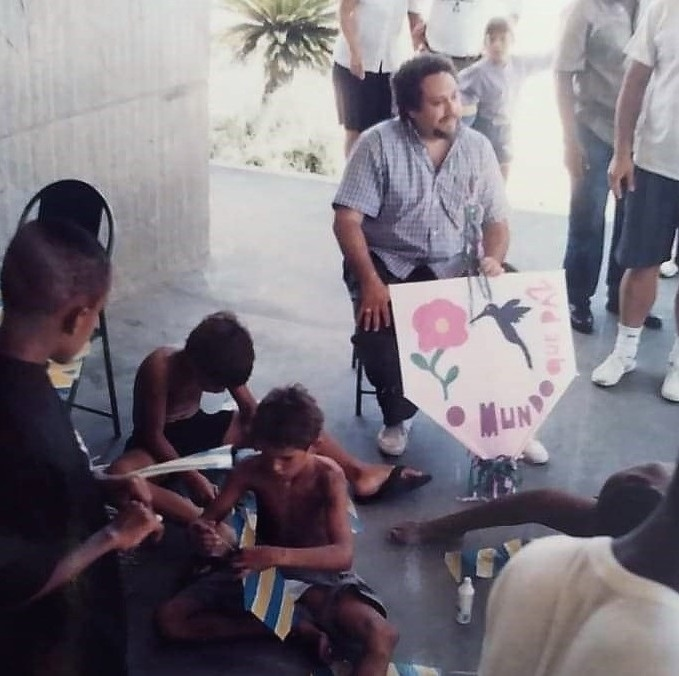
Caio em 1994, na campanha "Desarme-se".

Em 1994 a AEVB iniciou a campanha de desarmamento no Rio de Janeiro, "Rio, Desarme-se". A campanha tinha três objetivos: A "fomentação de uma cultura de desarmamento" dentre as crianças carentes, o surgimento de um "processo de resistência pacífica e de cidadania" nas favelas e a "deflagração de uma cultura de desarmamento" no Rio.
Entre 1995 e 1996, a Polícia Militar encontrou grande quantidade de papelotes de cocaína nas dependências da Fábrica de Esperança, que fazia fronteira com a favela do Acari e tinha uma área entre 45 mil metros de área coberta e 55 mil metros de área total. O então governador do Rio de Janeiro, Marcello Alencar, acusou os funcionários da "Fábrica" de conivência com o narcotráfico do Complexo do Acari, embora nada tenha sido provado a respeito.
O projetou foi finalizado em 1998. Alguns meses depois, a luz foi cortada e os funcionários ficaram nove meses sem salários, sendo o prédio desapropriado pelo governo estadual.

### Dossiê Cayman
Em novembro de 1998, foi denunciado de ter fornecido e ser o principal "corretor" da negociação envolvendo os documentos do, assim chamado, dossiê Cayman em supostamente mostrava a existência de contas e empresas secretas do Presidente da República, Fernando Henrique Cardoso e de outros políticos do Partido da Social Democracia Brasileira (PSDB), num paraíso fiscal do Caribe, as Ilhas Cayman.[carece de fontes?] Parte dos papéis que foi divulgada pela imprensa brasileira provocou outro escândalo, porque os documentos tinham origem apócrifa, com negações dos envolvidos, o que levou até a Polícia Federal do Brasil a pedir informações ao Governo do Reino Unido. Depois disso, Caio Fábio teve a vida revirada pela PF. Foi acusado por calúnia, como um dos participantes. Entrou em depressão e emagreceu 25 quilos.[carece de fontes?]
Em Novembro de 2011, foi condenado em 1ª instância pela Justiça Eleitoral, a quatro anos de prisão, apesar de ter sido inocentado nos depoimentos das vítimas do dossiê Cayman, inclusive pelo próprio ex-Presidente da República Fernando Henrique Cardoso e seu ex-secretário Eduardo Jorge. Contraditório a todas essas provas, Caio Fábio foi considerado o responsável por elaborar e divulgar o dossiê, incorrendo em crime de calúnia e falsificação. A sentença da juíza de primeira instância Léa Maria Barreiros Duarte  baseou-se em investigação que contou com a participação até do FBI. Caio Fábio falou sobre a sentença de condenação, classificada por ele como "arbitrária", em seu canal na Internet, Vem & Vê TV, onde se explicou sobre as acusações, dizendo que recorrera da sentença e aguardava o arquivamento da denúncia. A sentença proferida pela juíza foi posteriormente anulada por decisão do juiz do Tribunal Regional Eleitoral Alexandre David Malfatti, em fevereiro de 2012 .
No dia 24 de maio de 2017, o pastor Caio Fábio foi encaminhado a prisão, como parte do cumprimento da sentença de quatro anos expedida pela Justiça Eleitoral em 2011 e depois confirmada em instâncias superiores, por calúnia no caso do Dossiê Cayman, sendo liberado após quatro dias.

### Anos 2000
Em 2003 Caio pediu para ser exonerado do ministério da Igreja Presbiteriana do Brasil. Pertenceu à denominação sendo membro da Catedral Presbiteriana do Rio, que foi pastoreada pelo reverendo Guilhermino Cunha. Por conta da proximidade que possuía com Guilhermino, Caio pregava na Catedral Presbiteriana pelo menos uma vez por mês. Após deixar o ministério pastoral, Caio rompeu definitivamente com o movimento protestante, tornando-se o mentor espiritual do movimento Caminho da Graça, um movimento cristão não institucionalizado e religioso, formado em sua maioria por ex-evangélicos.
Ainda em 2003, Caio passou a escrever textos e a responder perguntas de internautas através do portal caiofabio.net, tornando-se popular por suas posições antidogmáticas e pela postura irreverente.
Em 2004 Caio perdeu o filho Lukas, que morreu atropelado por um automóvel aos 23 anos, no dia 27 de março. Um ano depois publicou um de seus livros mais célebres, Sem Barganha com Deus.
Em 2008 Caio iniciou a Vem e Vê TV, canal cristão sem vínculo religioso, onde passou a transmitir o programa Papo de Graça, iniciado em 2009. Com o objetivo apologético, o programa se expandiu para outras mídias digitais e prossegue até os dias atuais.

### Atualidade: acolhimento aos cristãos desinstitucionalizados
A desinstitucionalização cristã no Brasil aumentou muito nas últimas décadas, e a partir dos anos 2000, acolheu-os dando origem à Comunidade Caminho da Graça. O movimento destacou-se por reunir centenas de pessoas outrora vinculadas à igreja evangélica, sob um discurso de aversão aos moldes evangélicos tradicionais, relacionados principalmente a uma crítica à igreja enquanto instituição física.
Dessa forma, o movimento Caminho da Graça fora elencado justamente por se caracterizar não só como desinstitucionalizado, mas desinstitucionalizante e como um ambiente acolhedor para ex-evangélicos. A configuração e as reuniões do movimento se destacam por uma série de peculiaridades que, em muitos sentidos, se diferenciam da igreja institucional, enfatizando sobretudo a importância do indivíduo enquanto experimentador do religioso, do Deus, em detrimento do papel dado à instituição outrora. Caio Fábio, a despeito disso, direcionara essa tarefa exatamente como um dos objetivos do movimento:
Por isso vão surgindo pessoas aos milhares que vão se organizando nas próprias casas e que não tem nada a ver com o Caminho da Graça, do ponto de vista de vínculo objetivo, de pertencimento a este movimento do Caminho da Graça. […] eu nunca tive o desejo de criar uma denominação, nada disso, Deus me livre. […] O que é que os grupos do Caminho da Graça fazem para que eles existam? Qual a missão deles hoje? Nunca foi reunir todo mundo que me ouve e que ouve o evangelho e diz: eu quero. Não dá, ia virar um negócio monstruoso, ia virar aquilo do que saímos e para o que não queremos retornar. Pois bem. Então, o Caminho da Graça, nos seus grupos, serve para estabelecer modelos que as pessoas podem visitar e reproduzir. Algo que não é grande, é pequeno, é gostoso, é fraterno, é alegre, é íntimo, é simples, é no evangelho".
- Caio Fábio
Ao contrário da ética burocrática de expansão da igreja institucional, o Caminho da Graça experimenta projeção em vias informais, muito ligadas à propagação catalisada pela Internet, especialmente à criação da web TV “Vem e Vê TV”, em 2006, vinculada ao site de caiofabio.net.
O Caminho da Graça parece demonstrar que, na segunda modernidade, mesmo a experiência religiosa cristã - nesse caso, não religiosa  - não se limita unicamente à igreja como sua instituição de origem, de maneira que essa tende a perder o monopólio mesmo sobre aquilo que restara sob seus cuidados com a secularização, a saber, os bens religiosos. A crença do movimento, na realidade, longe de redundar numa estipulação institucional local, perpassa a compreensão de pertencimento a uma realidade maior, composta por aqueles que “se libertam das amarras institucionais”, para os quais o Caminho da Graça se apresenta apenas como uma espécie de “modelo”. O caminho da graça atualmente abriga pessoas não religiosas e principamente Ex-evangélicos.[carece de fontes?]
Em janeiro de 2019, Caio Fábio deixou oficialmente a presidência do Caminho da Graça, permanecendo com mentor espiritual do movimento.
Caio é casado há mais de duas décadas com a também pastora Adriana D'Araújo.

## Ideias

### Hermenêutica cristocêntrica
Caio inaugurou um novo tipo de hermenêutica, tomando o Cristo como chave interpretativa de textos religiosos, filosóficos e do sentido das palavras. Deste modo, sua proposta vai além da mera concepção de estabelecer uma pregação cristocêntrica que se limitaria a articular a palavra Jesus e suas parábolas, mas procura desenvolver uma análise e síntese do conteúdo que é inteiramente cristocêntrica:
Quando eu vejo uma doutrina, um arcabouço doutrinário que vem cheio de tentativa de hibridização do Novo Testamento com o Velho Testamento, de Jesus com Moisés, isso já cai morto diante de mim porque Jesus é minha chave interpretativa; eu não tenho dúvidas, a observação de como Jesus viveu é tão óbvia, que se torna óbvia a interpretação do que Jesus ensinou e do que eu devo praticar, porque eu sou chamado a praticar exclusivamente o Evangelho de Jesus, que é palavra absolutamente completa de Deus
para mim.
A essência desta hermenêutica, segundo Caio Fábio, pode ser extraída das próprias palavras de Cristo: "Disse-lhe Jesus: Eu sou o caminho, e a verdade e a vida; ninguém vem ao Pai, senão por mim". (João 14:6). e também “Ninguém conhece o Filho, senão o Pai; e ninguém conhece o Pai, senão o Filho e aquele a quem o Filho o quiser revelar” (Mt 11.27).
Há paradoxo. Cristo é a síntese - se é que a terminologia serve para essa função descritiva - e a Graça é o elemento hermenêutico e epistemológico que me faz aproximar do texto. E a conclusão desse processo-des-proces-suado tem que convergir para uma única percepção: se Jesus é o Logo encarnado, então, a interpretação de toda a Escritura só pode acontecer na vida-interpretativa que Jesus viveu, e as próprias palavras de Jesus só podem ser entendidas como tendo sua concreção no Evangelho vivido por Jesus de Nazaré, [...]
- Caio Fábio, 
Para Caio, este tipo de interpretação e pregação se justifica porque em boa parte dos púlpitos, os pregadores não assumem o compromisso de confrontar a real idolatria, o pecado e a heresia por meio de Jesus. Ao contrário, se preocupam mais com os resultados visíveis, com o que agrada às pessoas e as aprisiona dentro dos templos como dizimistas. Deste modo, as igrejas cristãs promovem esoterismos e práticas pagãs, assim institucionalizam e escravizam as pessoas. Por isso não investem em pregar o que é necessário para uma genuína transformação de conduta, libertação e evangelização.
Os seguintes princípios incorporam a ideia de Jesus como chave hermenêutica:
- 1. Jesus é o Caminho e o centro do Evangelho, do qual deve-se partir e deve-se retornar.
- 2. Deve-se ler existencialmente a Bíblia como tendo seu espírito realizada em Cristo. (Ele veio para cumprir tudo. Cumpriu?)
- 3. Deve-se ler as "falas" de Jesus e não somente fazer exegese do texto. Antes disso, deve-se perguntar: qual o significado dessas palavras para Jesus?
- 4. Todos os textos e formas de pensamentos são redutíveis às palavras, comportamento e atitude de Jesus. (O que Ele disse, ele viveu; e o que Ele viveu, é o que Ele disse).
- 5. Não se pode barganhar com Deus para obter interpretações ou bênçãos.

### Críticas ao calvinismo
Caio que chegou a pertencer ao movimento calvinista brasileiro, como presbiteriano, tem feito fortes críticas ao calvinismo tradicional e contemporâneo, sobretudo no que tange a questão da predestinação e sua dinâmica interpretativa.
[...] o calvinismo não é revelação de Deus, sendo apenas um grande esforço humano para entender e sistematizar o insistematizável.

[...] A Soberania de Deus e a Graça de Deus são a mesma coisa; embora, no calvinismo, a Graça seja quase um departamento central de Deus, mas ainda sob o comando de uma “instância” chamada de “Soberania”. Assim, para muitos calvinistas a Soberania de Deus se associa ao poder Dele de saber tudo, ver tudo e antecipar tudo desde sempre. Entretanto, enquanto se perdem em tais divagações que apenas nos remetem para doutrinas de angustia e aflição, ou de jactância e eleição orgulhosa, não percebem que a Soberania de Deus, antes de tudo, é a liberdade de Seu amor, e não as demonstrações de Seu poder. O “Deus” soberano dos “calvinistas” acaba sendo um Hercules com onisciência, onipotência, e onipresença. Mas, apesar disso, é Doido, e Nele não se pode confiar, mas apenas desconfiar... enquanto se diz que se é salvo pela fé..., mas se alimenta no coração o fato de que a tal “eleição” é um capricho divino, por mais que os doutrinadores mais lúcidos dessa doutrina se esforcem por diminuir as implicações do horrível fatalismo ao qual ela, mal compreendida, sempre conduz.
Para Caio, João Calvino foi um homem limitado às teorias do século 16, de pensamento linear, aristotélico e que utilizou os dogmas intelectuais de seu tempo para elaborar a sua engenhosa teoria, mas incompleta e falha, não sendo uma revelação de Deus.
Segundo o manauara, Calvino foi o "Aristóteles do Protestantismo", que possibilita uma leitura amorosa, porém chata, pois escreve sem profundidade filosófica, sem charme, sem estilo, sem provocação, como se fosse uma “bula doutrinária”; uma “prescrição de como lidar com Deus”; e sem graça, apesar de tanto falar em Graça e Fé. Assim, Calvino foi um homem culto, mas não um gênio, e nem mesmo um ser de inteligência criativa.

## Prêmios
- Prêmio PNBE de cidadania (1997)[42]

## Televisão, rádio e Internet
| Ano  | Título                                | Posição        | Canal                     | Plataforma        | Ref.          |
| ---- | ------------------------------------- | -------------- | ------------------------- | ----------------- | ------------- |
| 1993 | Culto Especial (VEM&Vê TV)            | Televangelista | Rede Globo                | TV                | [ 43 ] [ 44 ] |
| 1994 | Programa Pare & Pense                 | Televangelista | TV RBN Manaus             | TV                |               |
| 2009 | Papo de Graça                         | Apresentador   | Caio Fábio                | YouTube           |               |
| 2014 | The Noite com Danilo Gentili          | Entrevistado   | SBT                       | TV                | [ 45 ] [ 46 ] |
| 2015 | Pastor Caio Fábio - Pânico            | Entrevistado   | Rádio Jovem Pan           | 100,9FM e YouTube | [ 47 ]        |
| 2015 | Luciana by Night                      | Entrevistado   | Rede TV                   | TV                | [ 48 ]        |
| 2016 | Caio Fábio Podcast                    | Apresentador   | Caio Fábio D'Araújo Filho | SoundCloud        | [ 49 ]        |
| 2017 | Programa Antenados com André Câmara   | Entrevistado   | TV Boas Novas             | TV                |               |
| 2019 | Democracia na Teia                    | Entrevistado   | Canal de L.F. Pondé       | YouTube           | [ 50 ]        |
| 2019 | Dor x Sofrimento                      | Palestrante    | Glocal SP                 | YouTube           | [ 51 ] [ 52 ] |
| 2019 | Pingue-Pongue com Bonfá               | Entrevistado   | Canal do Bonfá            | YouTube           |               |
| 2019 | Pr Caio Fábio e Banda Maneva - Pânico | Entrevistado   | Rádio Jovem Pan           | 100,9FM e YouTube | [ 53 ]        |
| 2020 | Live com Danilo Gentili               | Entrevistador  | Instagram do Caio         | Instagram         |               |
| 2020 | Panorama dos cristianismos no Brasil  | Palestrante    | TV PUC                    | YouTube           | [ 14 ]        |
| 2021 | Conversa com Bial                     | Entrevistado   | Rede Globo                | TV                | [ 54 ]        |
| 2021 | Caio Fábio - #21                      | Entrevistado   | Sem Politiquês Podcast    | Spotify           | [ 55 ]        |
| 2022 | Caio Fábio - #691                     | Entrevistado   | Inteligência Ltda         | YouTube           | [ 56 ]        |